# Vessigebro
Vessigebro est un village en Halland, Suède, dans la commune de Falkenberg. Il a une population de 853 habitants (2019).

## Lieux et monuments

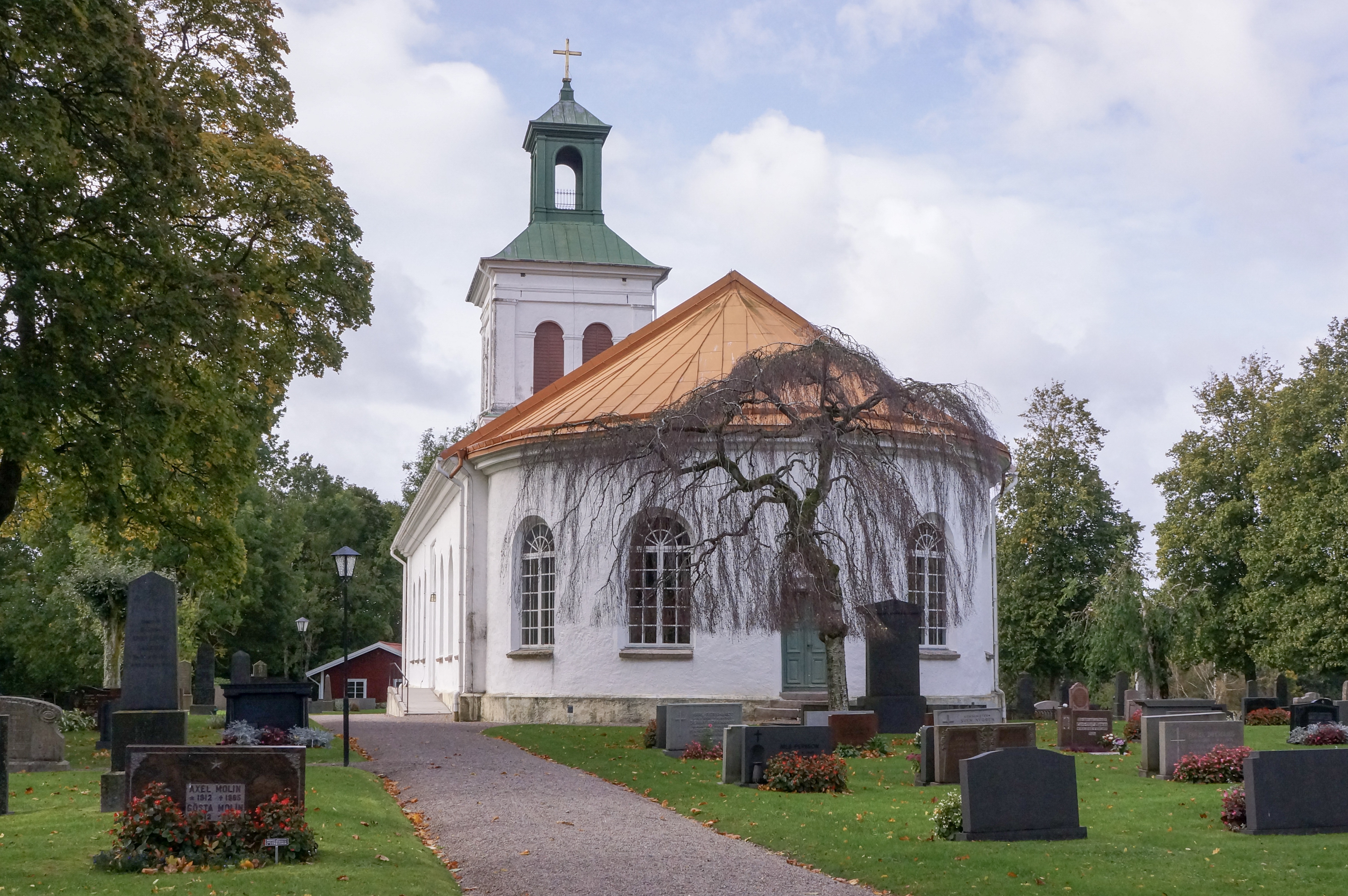
L'église du village.

- Katrineberg Folk High School (en) (Katrinebergs folkhögskola), université populaire fondée en 1873.
- Église de Vessigebro (1918), monument protégé.
- Fågelboet, maison natale de l'ethnographe August Bondeson.
- Un petit château fort d'époque médiévale, sur une île du lac Sjönevad.

## Personnalités liées au village
- August Bondeson (en) (1854-1906), médecin né à Vessigebro, ethnographe qui a recueilli des traditions populaires suédoises.
- Le footballeur suédois Niclas Alexandersson (1971-) est natif de Vessigebro.